# Correbia elongata
Correbia elongata är en fjärilsart som beskrevs av Rothschild. Correbia elongata ingår i släktet Correbia och familjen björnspinnare. Inga underarter finns listade i Catalogue of Life.